# Cactus Flats (Arizona)
Cactus Flats es un lugar designado por el censo ubicado en el condado de Graham en el estado estadounidense de Arizona. En el Censo de 2010 tenía una población de 1518 habitantes y una densidad poblacional de 94,65 personas por km².

## Geografía
Cactus Flats se encuentra ubicado en las coordenadas 32°45′38″N 109°43′17″O / 32.76056, -109.72139. Según la Oficina del Censo de los Estados Unidos, Cactus Flats tiene una superficie total de 16.04 km², de la cual 15.91 km² corresponden a tierra firme y (0.81%) 0.13 km² es agua.

## Demografía
Según el censo de 2010, había 1.518 personas residiendo en Cactus Flats. La densidad de población era de 94,65 hab./km². De los 1.518 habitantes, Cactus Flats estaba compuesto por el 83.47% blancos, el 0.86% eran afroamericanos, el 1.98% eran amerindios, el 0.07% eran asiáticos, el 0% eran isleños del Pacífico, el 9.82% eran de otras razas y el 3.82% pertenecían a dos o más razas. Del total de la población el 29.58% eran hispanos o latinos de cualquier raza.